# Vladimir Balljuzek
Vladimir Balljuzek (San Pietroburgo, 25 dicembre 1881 – Mosca, 9 settembre 1956) è stato un regista cinematografico russo.

## Filmografia parziale

### Regista
- Legenda o Devič'ej Bašne (1924)[1]